# Samaná (półwysep)
Samaná − pagórkowaty półwysep na wyspie Haiti (Hispanioli), w Republice Dominikany o długości 40 km i szerokości 15 km.